# Daniel de Bourg
Daniel de Bourg (Chelmsford, Essex, Inglaterra, 13 de abril de 1976) es un cantante, compositor y actor británico.

## Primeros años e influencias
Originario de Chelmsford, Essex, Inglaterra. A los once años, de Bourg obtuvo una beca completa para estudiar en la Royal Ballet School tras ser descubierto por cazatalentos y graduarse como primero de su clase con su actuación final como solista. Aunque la danza era su principal interés, en su adolescencia también actuó al frente de grupos musicales. Dejó la escuela cuando se le presentó la oportunidad de bailar para la Rambert Dance Company, actuando como bailarín invitado por todo el mundo. Fue por sugerencia de un amigo que le oyó cantar cuando de Bourg se encontró en situación de hacer carrera en la música.

## Carrera musical
Influenciado por artistas como Prince y Stevie Wonder, de Bourg no se lanzó enseguida a la carrera de cantante. Dedicado a la danza, el temprano interés de de Bourg por el canto se redescubrió después de que una lesión de rodilla le apartara un tiempo de su carrera como bailarín. de Bourg se dedicó a componer canciones; grabada por la cantante Jamelia en 2000, su canción «Money» alcanzó el número 5 en la UK Singles Chart. Recordando el talento musical de de Bourg, un amigo le animó a crear varias maquetas de su propia forma de cantar. Éstas atrajeron el interés del cazatalentos de DreamWorks Robbie Robertson. De Bourg fue presentado a los entonces productores internos Tim & Bob y posteriormente firmó con la discográfica y el dúo produjo su álbum debut, Tell the World. El álbum de alta producción, publicado en 2002, lanzó el sencillo «I Need an Angel», que alcanzó el número 30 en el Billboard Adult Contemporary.
En 2008, el artista británico DJ Ironik presentó a de Bourg en su álbum, No Point in Wasting Tears.
En 2010, The DDB Mixtape Vol. 1: The Prelude, una mezcla de las versiones más populares de de Bourg y material original, recibió una nominación a 'Best R&B Mixtape 2010' y pasó a ganar el premio en The Official Mixtape Awards a principios de 2011. Siguió ganando el mismo galardón otros dos años consecutivos con 'The DDB Mixtape Vol. 2 : The Bridge' en 2011 y 'Outro' en 2012.
En 2013, Daniel lanzó su álbum London Bread, con producción de Drake y Boi-1da, creador de éxitos de Lil Wayne. El álbum alcanzó el top 20 en iTunes en 21 países en su primera semana de lanzamiento.
Su canal de YouTube, que envuelve una mezcla de sus canciones cover ha crecido a más de 260,000 suscriptores y cerca de 50 millones de vistas. 

## Carrera como actor
En 2015, de Bourg firmó con un agente de televisión, cine y teatro en Londres, y formó parte del reparto del traslado a Broadway de Aladdin de Disney que se estrena en el Prince Edward Theatre en el West End de Londres, en 2016. Pasó a interpretar el papel principal de Kassim entre 2017 y 2019.
En 2020, de Bourg formó parte del elenco original del West End de Pretty Woman the Musical en The Piccadilly Theatre, donde interpretó el papel principal de Edward y el papel secundario de Stucky.
A continuación, Daniel se pasó a la actuación en la pantalla y fue contratado por Donald Glover en su serie estadounidense 'Atlanta' a principios de 2021, apareciendo en la 3.ª serie como un millonario alemán jugador de póquer, Yonathan.
A continuación, el director de Hollywood Martin Campbell (Casino Royale, Golden Eye, La máscara de Zoro, James Bond) eligió a Daniel para su nuevo thriller de acción, 'Memory', protagonizado por Liam Neeson, Guy Pearce y Monica Bellucci. De Bourg interpreta al abogado Willam Borden. 
De Bourg ha estado rodando en Marruecos con October Films para su nueva serie de televisión Colosseum en el papel principal de Haterius y aparece en la segunda temporada de Whitstable Pearl como el problemático piloto Noah.
Le siguieron papeles en la serie de SKY COBRA y los cortometrajes TICKET y JUST PASSING, cuyo estreno está previsto para 2023.

## Discografía

### Álbumes de estudio
- 2002: Tell the World
- 2013: London Bread
- 2014: 'X-Play Pt. One
- 2015: «X-Play Pt. Two»

### Mixtapes
- 2010: The DDB Mixtape Volume 1 - The Prelude
- 2011: The DDB Mixtape Volume 2 - The Bridge
- 2012: The DDB Mixtape Volume 3 - Outro
- 2013:  Overdrive